# ماتومو (نرم‌افزار)
ماتومو (به انگلیسی Matomo) که در گذشته به پیویک (به انگلیسی piwik) مشهور بود، یک نرم‌افزار آزاد و متن‌باز است که می‌توان آن را بر روی بک میزبان وب (به انگلیسی Host) نصب کرد و از طریق مرورگر به آن دسترسی داشت. ماتومو یک سرویس تجزیه و تحلیل مخصوص وب‌سایت‌های اینترنتی است که توسط یک تیم از توسعه‌دهندگان بین‌المللی توسعه پیدا کرده‌است. ماتومو بر روی یک سرور PHP/MySQL قابل‌اجرا است. ماتومو از طریق کد رهگیری به زبان جاوا اسکریپت، بازدیدهای صورت گرفته از یک وب‌سایت یا چند وب‌سایت را مرور می‌کند و گزارش‌های مربوط به این بازدیدها را برای تجزیه و تحلیل نمایش می‌دهد. در تابستان ۲۰۱۸، حدود یک میلیون و چهار صد و پنجاه و پنج هزار وب‌سایت از سرویس ماتومو برای تحلیل آمار بازدیدکنندگان خود استفاده می‌کنند. یا ۱٫۳ درصد از تمام وب سایت‌های جهان از ماتومو استفاده می‌کنند. رابط کاربری ماتومو (پیویک) به ۵۴ زبان دنیا از جمله فارسی ترجمه شده‌است. و نسخه‌های جدید آن به‌طور منظم منتشر می‌شوند.

## تاریخچه

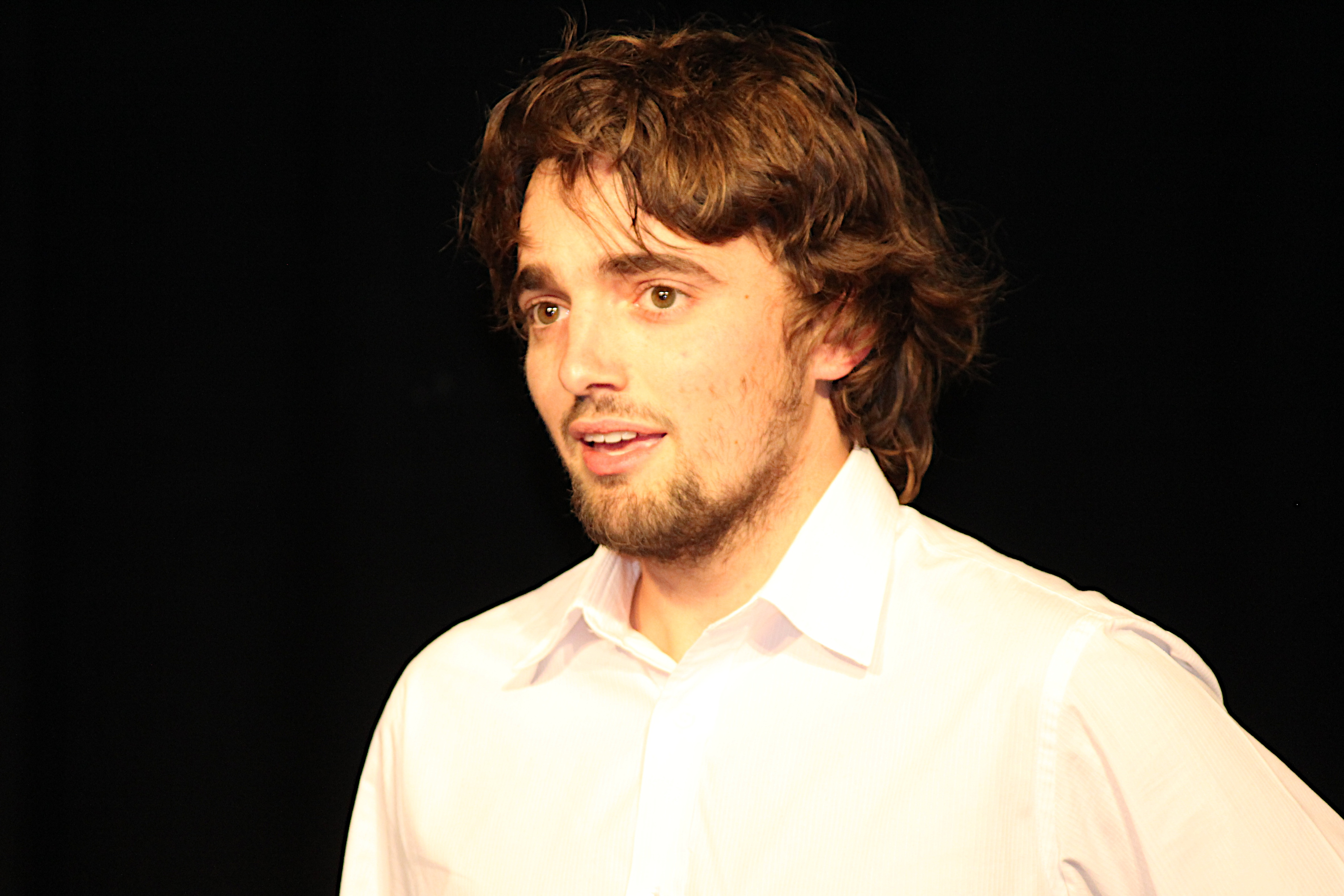
Matthieu Aubry یک جایزه در جشنواره نرم‌افزارهای متن باز نیوزیلند برای نرم‌افزار پیویک در سال ۲۰۱۲ دریافت کرده‌است.

پیویک در اواخر سال ۲۰۰۷ (۱۳۸۶ شمسی)، به عنوان جایگزینی برای پروژه phpMyVisites به همراه پشتیبانی کامل از رابط برنامه‌نویسی کاربردی (به انگلیسی API)، رابط کاربری تر و تمیز، گرافیک مدرن، معماری بهتر و بازدهی بیشتر منتشر شد.
در روز اول آذرماه ۱۳۷۸ وب‌سایت SourceForge.net پیویک را به عنوان یک برنامه قابل‌نصب بر روی وب‌سرور مناسب برای توسعه‌دهندگان معرفی کرد.
پیویک به عنوان پروژه برگزیده SourceForge در ماه ژوئیه سال ۲۰۰۹ (تیرماه سال ۱۳۸۸) معرفی شده‌است.
در ماه اوت سال ۲۰۰۹ (مرداد ماه سال ۱۳۸۸)، پیویک به عنوان بهترین نرم‌افزار متن‌باز شرکتی در مراسم جایزه InfoWorld معرفی شد.
در ماه دسامبر سال ۲۰۱۲ (آذرماه ۱۳۹۱)، پیویک دریافت سرمایه از طریق روش سرمایه‌گذاری جمعی (به انگلیسی crowdfunding) را برای توسعه ویژگی‌های جدید آغاز کرد.
در ماه ژانویه سال ۲۰۱۸ (دیماه سال ۱۳۹۶)، پیویک رسماً به ماتومو تغییر نام داد.

## امکانات
- آزمون آ/ب

- تعریف قیف
- نقشه گرمایی
- رابط کاربری برنامه‌نویسی برای ردیابی و گزارش‌ها
- اتصال و تحلیل تبلیغات فیسبوک، یاهو و ورودی موتورهای جستجو
- تبلیغات گوگل
- تبلیغات بینگ: جستجو پرداخت کمپین بازاریابی
- تبلیغات کلیکی (پرداخت به ازای کلیک)